# Гросвальд, Язепс
Язепс Гросвальд (латыш. Jāzeps Grosvalds; 24 апреля 1891, Рига — 1 февраля 1920, Париж) — латвийский художник. Один из основоположников модернизма в латышской живописи. Сын дипломата и общественного деятеля Фридриха Гросвальда.

## Биография
В доме Гросвальда-старшего бывали практически все значительные деятели латышского искусства и культуры рубежа XIX—XX веков. Гросвальд-младший рос в артистической атмосфере и сразу по окончании гимназии в 1909 году отправился изучать живопись в Мюнхен у Шимона Холлоши, а в 1910—1914 годах жил преимущественно в Париже, где учился у Англады и ван Донгена.

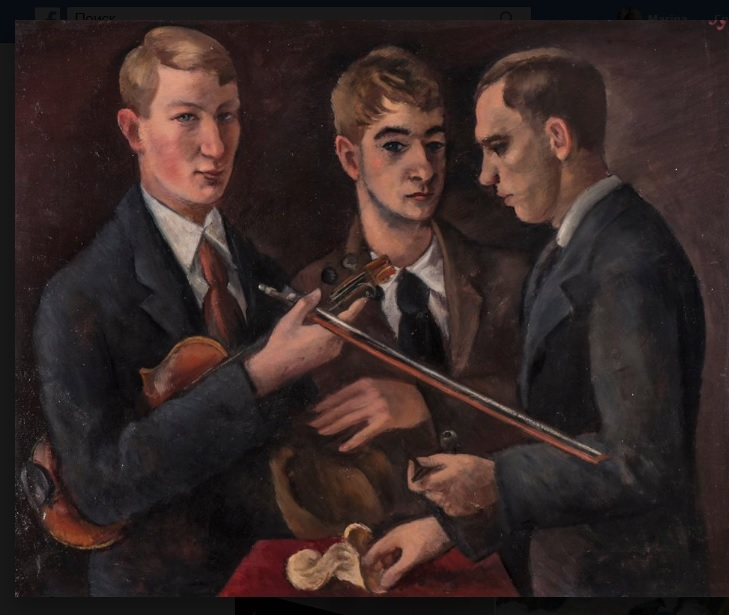
Я. Гросвальд. Три художника (Тоне, Убанс, Древин). 1915.

В 1914 году Гросвальд возвращается в Ригу, привозя с собой много новых знаний. Вокруг него начинают группироваться молодые художники с авангардными наклонностями, и Гросвальд вместе с Александром Древиным, Карлом Иогансоном, Валдемаром Тоне и Конрадом Убаном создаёт объединение «Зелёный цветок» (латыш. Zaļā puķe). Активно принимал участие в Рижской группе художников. Однако начавшаяся Первая мировая война вносит существенные коррективы в планы молодых художников.

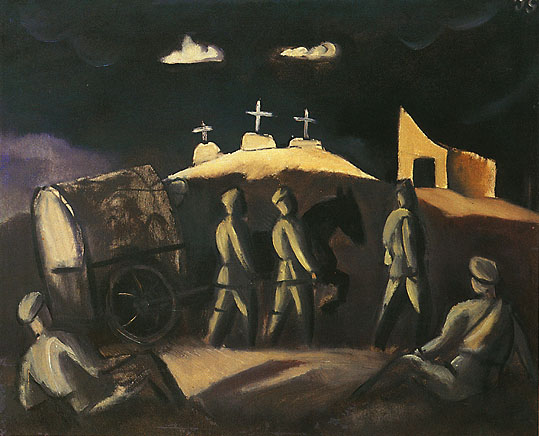
«Белые кресты» (1916)

В 1915 году Гросвальд оказался в Петрограде; он работал в комитете помощи беженцам, затем поступил прапорщиком в полк латышских стрелков. Вполне естественно, что в эти годы создаются два наиболее известных цикла картин Гросвальда: «Беженцы» (латыш. «Bēgļi») и «Латышские стрелки» (латыш. «Latviešu strēlnieki»).
В январе 1918 году Гросвальд записался в британский экспедиционный корпус в Персии и на Кавказе, но в результате неудачного падения с лошади оказался на лечении в Лондоне. От этого периода осталось несколько восточных работ художника (Улица в Багдаде, 1918 и другие).
В 1919 году Гросвальд переехал в Париж для работы в посольстве Латвии, но заразился гриппом и умер. В 1925 году был перезахоронен на Большом кладбище в Риге.